# 648
648 (DCXLVIII) var ett skottår som började en tisdag i den julianska kalendern.

## Händelser

### Okänt datum
- Staden Malmedy grundläggs.
- Historieverket Jinshu sammanställs.

## Födda
- Kobun, kejsare av Japan.

## Avlidna
- 17 april – Xiao (Sui Yang), kinesisk kejsarinna.